# Марют Паавилайнен
Вижте пояснителната страница за други личности с името Паавилайнен.
Марют Паавилайнен (на фински: Marjut Paavilainen) е финландска оперна певица, сопрано. Родена е в град Микели, Финландия. От 1996 до 2000 изучава пеене в консерваторията в Турку. От 2000 учи в консерваторията в Карлсруе, Германия.
Взимала е уроци по пеене във Финландия, но е изучавала и бароково пеене в Международната академия „Хендел“ в Германия.
Марют е имала много концерти във Финландия и Германия, пяла е и с Ноче Ескандинава в Чили и Аржентина през 2002.